# Liste des monuments historiques protégés en 1861
Cet article recense les monuments historiques français classés en 1861.

## Protections
| Édifice        | Commune     | Département       | Région             | Protection | Base Mérimée                         | Coordonnées                        | Image |
| -------------- | ----------- | ----------------- | ------------------ | ---------- | ------------------------------------ | ---------------------------------- | ----- |
| Hôtel de ville | La Rochelle | Charente-Maritime | Nouvelle-Aquitaine | classé     | « PA00104890 », notice no PA00104890 | 46° 09′ 43″ nord, 1° 10′ 29″ ouest |       |